# Castiraga Vidardo
Castiraga Vidardo (Vidàrd in dialetto lodigiano) è un comune italiano di 3 028 abitanti della provincia di Lodi in Lombardia.
Si compone dei due centri abitati di Castiraga e Vidardo. Quest'ultima è sede comunale.

## Origini del nome
Il nome antico deriva dai due centri che costituiscono il comune, Castiraga (Castrum regis= "accampamento del re") e Vidardo (anticamente Vicodardum = "villaggio dei dardi").

## Storia
Il comune di Castiraga Vidardo fu creato nel 1902 scorporando le frazioni di Castiraga da Reggio e Vidardo (autonome fino al 1869) dal comune di Marudo.

### Simboli
Lo stemma comunale e il gonfalone sono stati concessi con regio decreto del 17 maggio 1937.
La composizione dello stemma simboleggia l'unione di Castiraga e Vidardo: vi sono raffigurati una tenda, a rappresentare l'accampamento di Federico Barbarossa posto a Castiraga nel 1158 durante la lotta tra Laus (Lodivecchio) e Milano, e una freccia, che evoca la fabbrica di dardi che i Galli Boi avrebbero avuto a Vidardo.
Il gonfalone è un drappo partito di giallo e di verde.

## Monumenti e luoghi d'interesse
A Vidardo, la chiesa parrocchiale risalente al XVIII secolo, dedicata a San Michele Arcangelo, l'oratorio dell'Addolorata risalente alla prima metà del XIX secolo e il palazzo Maggi Pizzagalli.

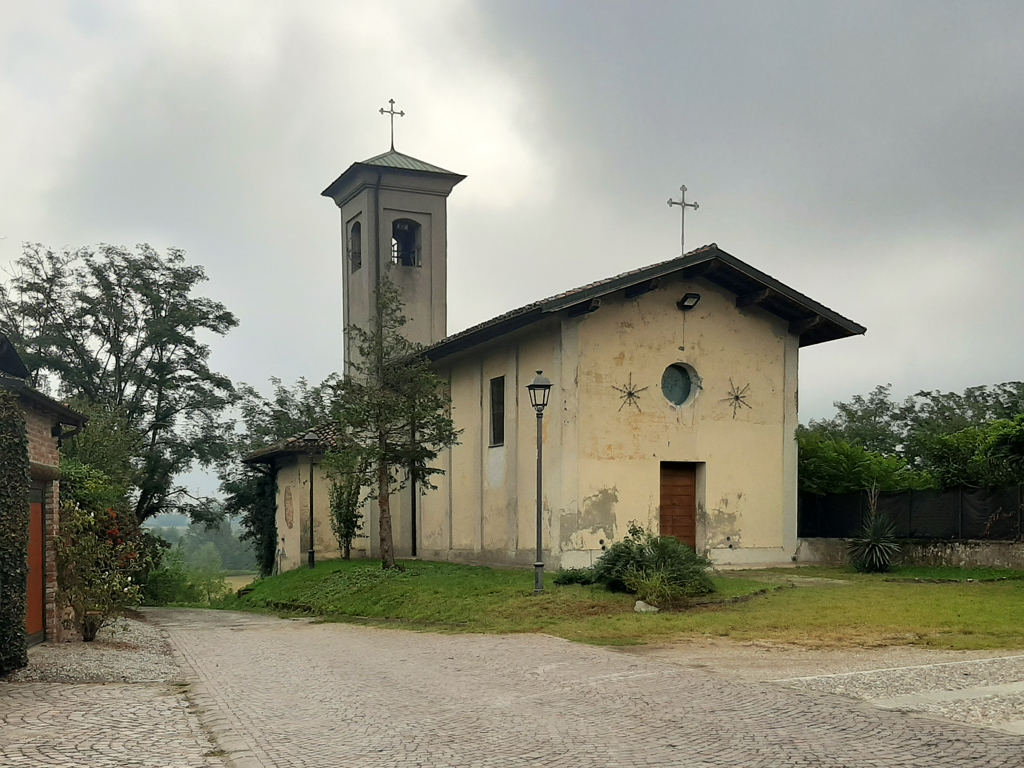
L’oratorio di Santa Croce a Castiraga

A Castiraga, l'oratorio della Santa Croce risalente all'XI secolo, conserva un dipinto della scuola del Morazzone.

## Società

### Evoluzione demografica
Abitanti censiti

### Etnie e minoranze straniere
Al 31 dicembre 2008 gli stranieri residenti nel comune di Castiraga Vidardo in totale sono 137, pari al 5,89% della popolazione. Tra le nazionalità più rappresentate troviamo:
- Romania, 34
- Albania, 29
- Ecuador, 23

## Geografia antropica
Secondo lo statuto comunale, il territorio comunale comprende le località di Pagnana, Castiraga, Mulino, Monte Oliveto, Vidardo, Cascina Rosa, Cascina Pollarana, Vidardino e Palazzola.
Secondo l'ISTAT, il territorio comunale comprende il centro abitato di Vidardo e le località di Cartiera-Vidardino, Castiraga, Pagnana e Pollarana.

## Economia
L'attività agricola tradizionale permane, con colture di mais e di foraggi; tuttavia il comune è stato sede di alcune industrie (per lo più meccaniche) di una certa importanza, per alcune di esse lo è ancora.
Si contano inoltre numerose imprese artigiane minori e commerciali.
La manodopera non è comunque interamente assorbita dall'economia locale, per cui si assiste a fenomeni di pendolarismo su Milano, Pavia e Lodi.
Dagli anni '60 al 2000 era attiva un'importante industria cartaria e dagli anni '70 al '90 sul territorio comunale ha operato un importante stabilimento di elettrodomestici (Philips), che è stato una delle realtà occupazionali più importanti nel Lodigiano (e per il Santangiolino in particolare) per quegli anni. Oggi l'area è stata riconvertita a quartiere residenziale.

## Amministrazione
Segue un elenco delle amministrazioni locali.
| Periodo | Periodo   | Primo cittadino           | Partito                                                                | Carica  | Note                         |
| ------- | --------- | ------------------------- | ---------------------------------------------------------------------- | ------- | ---------------------------- |
| 1945    | 1956      | Giovanni Bassi            | PSI                                                                    | Sindaco |                              |
| 1956    | 1964      | Bruno Boggi               | DC                                                                     | Sindaco |                              |
| 1964    | 1970      | Luigi Boggi               | DC                                                                     | Sindaco |                              |
| 1970    | 1980      | Albino Carminati          | DC                                                                     | Sindaco |                              |
| 1980    | 1985      | Ernesto Bonati            | DC                                                                     | Sindaco |                              |
| 1985    | 1990      | Giovanni Bertolotti       | DC                                                                     | Sindaco |                              |
| 1990    | 1993      | Ernesto Bonati            | DC                                                                     | Sindaco |                              |
| 1993    | 1999      | Teresa Ostilia Pedrazzini | DC (fino al 1995) lista civica Insieme per Vidardo (dal 1995) (centro) | Sindaco | Dal 1995 ad elezione diretta |
| 1999    | 2009      | Marco Livio Pecorari      | lista civica Vidardo 2000 (centrodestra)                               | Sindaco |                              |
| 2009    | 2014      | Oscar Fondi               | lista civica Vidardo 2000 (centrodestra)                               | Sindaco |                              |
| 2014    | in carica | Emma Perfetti             | lista civica Progetto Vidardo                                          | Sindaco |                              |

La massima onorificenza conferita dal Comune di Castiraga Vidardo ai suoi cittadini residenti è il Dardo d'Oro, medaglia d'oro donata a personalità vidardesi di spicco che hanno saputo distinguersi nella società per meriti particolari. Nel 2009 fu conferito a Giovanni Zanier, pilota dell'Aeronautica Militare Italiana, impegnato in diverse missioni umanitarie internazionali; nel 2010 a Gianluigi Rozza, scienziato di fama internazionale nel settore dell'ingegneria e scienza computazionale, professore alla SISSA di Trieste, dopo periodi all'EPFL di Losanna e al MIT di Boston; nel 2011 fu conferito a Valentina DeVecchi, violinista presso il Teatro Alla Scala di Milano; nel 2012 è stata conferita a Leopoldo Boggi impegnato da sempre nel sociale.